# 吳忠達
吳忠達（1980年1月20日—2024年10月，呼號：Slience），前中華民國陸軍特種作戰指揮部特戰兵，後加入烏克蘭領土防衛國際軍團國際軍團第2營，是參與俄烏戰爭的中華民國(臺灣)志願兵，曾兩次參與烏克蘭東部戰役，並於2024年在烏克蘭東部頓內茨克州巴赫穆特區恰西夫亞爾市鎮陣亡。

## 生平

### 早年生活與服役
吳忠達出生於高雄市三民區，畢業於高雄市私立立志高級中學，後來進入中華民國陸軍特種作戰指揮部服役，退伍後從事風管工作。

### 參與俄烏戰爭
2023年，吳忠達加入烏克蘭武裝部隊，被派駐烏克蘭東部執行防禦任務。服役期間，他遭遇砲擊，右腳骨膜破裂，並因此回台休養。
2024年，吳忠達結識了曾服役於烏克蘭國際軍團的台灣志願兵潘文揚。在吳忠達的邀請下，潘文揚加入了烏克蘭國際軍團第2營Alpha連，兩人於10月開始在烏克蘭東部恰西夫亚尔執行戰鬥突擊任務。

### 陣亡
根據潘文揚的陳述，吳忠達和他的隊友執行了兩次突擊任務，在任務中超過24名隊友陣亡，另有超過10人重傷。在一次行動中，他們奉命突擊恰西夫亚尔一帶的俄軍陣地，但在交戰途中遭遇俄軍砲擊。吳忠達在砲擊中受到重創，腰部被炸出極大的開放性傷口，並不久後陣亡。潘文揚強忍悲痛，帶領傷兵及醫療兵撤離交戰區。

## 軍旅經歷
- 中華民國陸軍航空特戰指揮部
  - 中華民國陸軍特種作戰指揮部
- 烏克蘭領土防衛國際軍團
  - 烏克蘭國際軍團第2營（英语：2nd Battalion International Legion (Ukraine)）

## 參與戰爭
- 俄烏戰爭
- 烏克蘭東部戰役